# Abschieds-Walzer
Abschieds-Walzer, är en postum vals utan opustal av Johann Strauss den yngre. Den spelades första gången den 9 december 1900 i Gyllene salen i Musikverein i Wien. Den fullständiga titeln på valsen är Abschieds-Walzer (in F) (Nachgelassener Walzer Nr. 1) [(Avskedsvals (i F) (Postum Vals nr 1)]. Inalles finns det fyra postuma valser.

## Historia
Straussorkestern Capelle Strauss hade regelbundet spelat söndagskonserter i över trettio år. Eduard Strauss era som dirigent i Musikverein tog slut den 25 mars 1900. Medan Eduard befann sig i USA övertogs engagemanget av "Wiener Konzertverein-Orchester" under ledning av dirigenterna Karl Stix och Karl Komzák junior. Vid en av dessa konserter överlämnade Johann Strauss änka Adèle två kompositioner från makens kvarlåtenskap: en vals i A-Dur med titeln Ischler Walzer och en annan vals i F-Dur med titeln Abschieds-Walzer. Partituren var skrivna av Strauss men de var ofullständiga. Det är okänt vem som tog sig an uppgiften att slutföra verken , inte heller är det känt vem som arrangerade eller redigerade de tryckta versionerna av valserna.
Det första framförandet av Abschieds-Walzer (också känd under titeln 'Postum Vals Nr 1') ägde rum den 9 december 1900 i Gyllene salen i Musikverein med Karl Komzák junior som dirigent. Dessvärre vet man inte hur publiken mottog verket.
Idag finns manuskripten i Wiener Stadt- und Landesbibliothek.

## Om valsen
Speltiden är ca 10 minuter och 21 sekunder plus minus några sekunder beroende på dirigentens musikaliska tolkning.

## Weblänkar
- Abschieds-Walzer i Naxos-utgåvan.